# Liu He Men
 (septembre 2020).
Si vous disposez d'ouvrages ou d'articles de référence ou si vous connaissez des sites web de qualité traitant du thème abordé ici, merci de compléter l'article en donnant les références utiles à sa vérifiabilité et en les liant à la section « Notes et références ».
Le Liu He Men, appelé aussi boxe des six coordinnations, est un art martial chinois apparenté au monastère Shaolin. Ce style, comme la plupart des styles du nord, privilégie autant l'utilisation des poings que celle des jambes.

## Origine
Selon Maître Wan Laisheng, dans son ouvrage Wushu Huizhong, le kung-fu Shaolin se divise en 3 familles: la famille Hong fondée sur la force, la famille Kong fondée sur la souplesse et la famille Yu qui combine force et souplesse. La famille Yu se subdivise elle-même en quatre écoles : Da Sheng (le grand sage), Lohan (arhat ou saint bouddhique), Erlang (le deuxième gentilhomme) et enfin Weituo (génie protecteur du bouddhisme), à laquelle se rattache le style des six coordinations ou liu he men.

## Les Maitres
L'un des premiers maitres connus de ce style fut Liu Shi Jun, instructeur militaire à la cour des Qing. Il transmit son art à Liu Dekuan (?-1911) surnommé 'Liu à la longue lance' qui l'enseigna ensuite à Zhao Xin Zhou, le maître de Wan Laisheng. L'école des six coordinations compte 24 enchainements codifiés s'exécutant à mains nues, aux armes (lance, bâton, sabre, double épée, etc.) ou en duo. Parmi ces formes ou taolus, on peut citer le poing du dragon vert ou le bâton des neuf continents.
Il est à noter qu'il existe de nombreux styles « Liu he », indépendants les uns des autres.
Ce style est actuellement en France par le Maître Liang Chao Qun.

## Techniques
Ce style appelé "les six coordinations" fait référence à 3 coordinations internes et à 3 coordinations externes.
Les 3 coordinations internes sont : Jing (l'essence), Qi (l'énergie) et Shen (l'esprit).
Les 3 coordinations externes sont : les mains, les yeux et le corps.
Ces six coordinations constituent la quintessence de l'art martial.
Pour le combat, ces 3 coordinations internes se combinent de la façon suivante : cœur avec l'intention, l'intention avec l'énergie et l'énergie avec le corps. Tandis que les 3 coordinations externes se combinent : les yeux avec les mains, les mains avec les pieds et les pieds avec les hanches.
Ce style de Kung-Fu se compose aussi de quatre enchainements (ou taolus) à mains nues et de 20 autres enchainements avec des armes aussi diverses que l'épée, le sabre, le bâton ou la lance. Il comporte aussi des enchainements à deux et des exercices de renforcement.